# Pay-Per-Call
Le Pay-Per-Call (ou Paiement à l’appel) est un modèle publicitaire dans le cadre duquel un annonceur est facturé en fonction du nombre d’appels téléphoniques générés pour lui par des campagnes marketing.
Ce modèle est comparable au Pay Per Click (ou Coût par clic) en ce qu’il s’agit d’un modèle à la performance, basé sur l’action d’un prospect. Cependant, le degré de conversion du prospect est plus élevé dans le cadre du Pay-Per-Call car l’appel téléphonique représente une interaction à plus forte valeur. De plus, le Pay-Per-Call réduit fortement le risque de fraudes et les coûts engendrés par de fausses interactions de concurrents, problématique courante avec le Pay Per Click. Le Pay-Per-Call suppose l’utilisation d’une solution de Call Tracking.
Le modèle Pay-per-call est en phase de croissance significative. Cette croissance est attribuée à l’augmentation du nombre d’appels téléphoniques liée à l’utilisation croissante des smartphones.

## Description
La mise en place du Pay-Per-Call suppose l’utilisation de numéros de tracking (ou numéros de suivi), de manière à pouvoir suivre, mesurer voire analyser les appels générés en vue de les facturer. Une agence de communication, par exemple, réserve un numéro de tracking sur une plateforme de Call Tracking pour son client annonceur. Ce numéro redirige alors directement et gratuitement vers le numéro d’origine de l’annonceur. L’agence appose ensuite ce numéro sur les campagnes marketing qu’elle gère pour son client. Elle va ainsi être rémunérée par son client en fonction des appels téléphoniques qu’elle aura générés via ses campagnes.
Sous sa forme basique, le Pay-per-call permet de facturer en fonction du nombre global d’appels générés ou en fonction du nombre d’appels qualifiés générés. En Call Tracking de type basique, un appel est qualifié en fonction d’une durée d’appel minimum prédéterminée.
Les dernières évolutions des technologies de Call Tracking permettent d’accéder à un niveau de qualification plus profond. Les appels téléphoniques sont analysés, et grâce par exemple à la reconnaissance vocale, sont qualifiés en fonction du contenu de la conversation téléphonique. Un appel qualifié est alors un appel de client potentiel (Pay-Per-Lead) voire un appel converti en vente, prise de rendez-vous ou réservation (Pay-Per-Deal).

## Popularité
Le Pay-Per-Call est un modèle publicitaire en croissance. Il est en effet de plus en plus plébiscité par les agences, annonceurs et éditeurs de sites Internet. Cette popularité est attribuée à l’utilisation croissante des smartphones : sur mobile, la mise en relation téléphonique avec un professionnel ou une marque se fait en un clic depuis les boutons de « Click-to-call », mis en place par exemple dans les résultats de recherche Google. D'après Google, 70 % des consommateurs effectuant des recherches sur leur mobile utilisent le bouton Click-to-Call pour contacter en un clic un professionnel ou une entreprise.
De plus, le Pay-Per-Call offre différents avantages à ses utilisateurs. Il permet :
- Aux annonceurs de bénéficier d'interactions client à plus forte valeur : grâce à l'analyse des appels, les taux de conversion sont plus élevés que pour les clics ;
- Aux annonceurs de payer un prix juste, à la performance ;
- Aux annonceurs et agences de mesurer le retour sur investissement de leurs campagnes marketing ;
- Aux agences et éditeurs de sites internet de monétiser les appels téléphoniques qu'ils génèrent et d’augmenter la satisfaction de leurs clients annonceurs.